# Mercedes-Benz EQS SUV
Mercedes-Benz EQS SUV — современный электромобиль-кроссовер производства Mercedes-Benz Group на шасси Mercedes-Benz GLS. После Mercedes-Benz EQS и Mercedes-Benz EQE, это третий по счёту электромобиль.

## История
Впервые электромобиль Mercedes-Benz EQS SUV был представлен 19 апреля 2022 года. Модификации автомобиля: EQS 450, EQS 450 4MATIC и EQS 580 4MATIC.
В салоне автомобиля присутствует 56-дюймовый TFT-монитор MBUX Hyperscreen. Дополнительно электромобиль может быть оснащён третьим рядом сидений, по аналогии с ГАЗ-31022.

## Технические характеристики
| Модель             | Годы производства | Мощность            | Крутящий момент | Напряжение    | Трансмиссия |
| ------------------ | ----------------- | ------------------- | --------------- | ------------- | ----------- |
| EQS SUV 450+       | С 2022            | 355 л. с. 360 л. с. | 568 Н*м         | 120/107.8 кВт | RWD         |
| EQS SUV 450 4MATIC | С 2022            | 355 л. с. 360 л. с. | 800 Н*м         | 120/107.8 кВт | 4WD         |
| EQS SUV 580 4MATIC | С 2022            | 536 л. с. 544 л. с. | 858 Н*м         | 120/107.8 кВт | 4WD         |

## Галерея
| - Вид сзади - Концепт Mercedes-Maybach EQS, 2021 год |